# ناکو (آریزونا)
ناکو (به انگلیسی: Naco) یک منطقهٔ مسکونی در ایالات متحده آمریکا است که در شهرستان کوچیز، آریزونا واقع شده‌است. ناکو ۸٫۵۵ کیلومتر مربع مساحت و ۱۳٬۶۹۴ نفر جمعیت دارد و ۱٬۴۰۵ متر بالاتر از سطح دریا واقع شده‌است.